# Forst (Oberviechtach)
Forst ist ein Ortsteil der Stadt Oberviechtach im Oberpfälzer Landkreis Schwandorf (Bayern).

## Geographische Lage
Forst liegt an der Ostmarkstraße und ungefähr zwei Kilometer südöstlich von Oberviechtach auf dem Südostrand des Oberviechtacher Granitbeckens.

## Geschichte
Zum Stichtag 23. März 1913 (Osterfest) wurde Forst als Teil der Pfarrei Oberviechtach mit fünf Häusern und 36 Einwohnern aufgeführt.
Am 31. Dezember 1990 hatte Forst 33 Einwohner und gehörte zur Pfarrei Oberviechtach.